# Phare de Ponta Moreia
Le phare de Ponta Moreia est un phare situé à l'extrémité nord de l'île de Santiago, l'une des îles du groupe des Sotavento, au Cap-Vert.
Ce phare géré par la Direction de la Marine et des Ports (Direcção Geral de Marinha e Portos ou DGMP) .

## Histoire
Ponta Moreia est le point le plus septentrional de l'île de Santiago. Il se trouve à environ 2 km au nord du village le plus proche Fazenda et à 7 km du port de Tarrafal.

## Description
C'est une tour carrée peinte en blanc, avec une lanterne rouge, de 8 m de hauteur. Ce phare émet, à une hauteur focale de 96 m, cinq éclats blancs par période de vingt secondes. Sa portée nominale n'est pas connue.
Identifiant : ARLHS : CAP-0.. ; PT-2150 - Amirauté : D2888 - NGA : 113-24224 .

### Lien connexe
- Liste des phares au Cap-Vert